# Maltol
Maltol ist ein zyklischer, ungesättigter Ether und Aromastoff in Malz und Karamell. Es wird als Geschmacksverstärker in Süßwaren eingesetzt und ist in der EU durch die Verordnung (EG) Nr. 1334/2008 (Aromenverordnung) mit der FL-Nummer 07.014 als Aromastoff in Lebensmittel zugelassen.
In dieser Zulassung unterscheidet es sich von seinem Konstitutionsisomer Isomaltol.

## Verwendung
In Lebensmittelaromen mit Karamell-Note, als Geschmacksverstärker, z. B. in Fruchtaromen (darin bereits unterhalb der Geschmacksschwelle von ca. 5 ppm wirksam) oder in Limonaden als Teilersatz für Zucker.